# ایسرودا
ایسرودا (به آلمانی: Isseroda) یک شهر در آلمان است که در وایمارر لاند واقع شده‌است. ایسرودا ۵۵۳ نفر جمعیت دارد.